# Ovikens kontrakt
Ovikens kontrakt var ett kontrakt inom Härnösands stift av Svenska kyrkan. Kontraktet upplöstes 31 december 2000.
Kontraktskod var 1012 och omfattade från 1974 församlingar i Bergs kommun.

## Administrativ historik
Kontraktet bildades 1962 ur
del av Härjedalens kontrakt med
- Bergs församling som vid upplösningen 2001 övergick till Berg-Härjedalens kontrakt
- Åsarne församling som vid upplösningen 2001 övergick till Berg-Härjedalens kontrakt
- Rätans församling som vid upplösningen 2001 övergick till Berg-Härjedalens kontrakt
- Klövsjö församling som vid upplösningen 2001 övergick till Berg-Härjedalens kontrakt

del ur Undersåkers kontrakt med
- Ovikens församling som vid upplösningen 2001 övergick till Berg-Härjedalens kontrakt
- Myssjö församling som vid upplösningen 2001 övergick till Berg-Härjedalens kontrakt
- Hallens församling som vid upplösningen 2001 övergick till Krokom-Åre kontrakt
- Marby församling som vid upplösningen 2001 övergick till Krokom-Åre kontrakt

del ur Östersunds kontrakt
- Hackås församling som vid upplösningen 2001 övergick till Berg-Härjedalens kontrakt
- Sunne församling som senast 1998 återgick till Östersunds kontrakt
- Norderö församling  som senast 1998 återgick till Östersunds kontrakt
- Näs församling som senast 1998 återgick till Östersunds kontrakt